# Tilman Oberbeck
Tilman Oberbeck (* 1992 in Bruchsal) ist ein deutscher Jazzmusiker (Kontrabass).

## Leben und Wirken
Oberbeck, der zunächst Violoncello spielte, studierte nach seinem Abitur 2011 am Helmholtz-Gymnasium Karlsruhe in Hamburg bei Lucas Lindholm; 2014 verbrachte er ein Auslandssemester in Basel bei Larry Grenadier und Bänz Oester. Zwischen 2012 und 2014 war er Bassist des Landesjugendjazzorchesters Brandenburg, von 2014 bis 2016 im Bundesjazzorchester. 
Während des Masterstudiums baute er mit dem Pianisten Béla Meinberg und dem Schlagzeuger Jan-Phillip Meyer das Trio Meinberg/Meyer/Oberbeck auf, das auch mit Chris Cheek unterwegs war und 2018 ein gemeinsames Album präsentierte. Er gehört zum Jan Prax Quartett, mit dem er zwei Alben veröffentlichte. Seit 2017 tourte Oberbeck international mit Jorge Rossys REBOP. Er ist Bestandteil der Hamburger Jazzszene und spielte mit Anna-Lena Schnabel, Gabriel Coburger, Menzel Mutzke, Till Brönner, William Evans, Rotem Sivan, Samantha Wright, Jimmy Wormworth und Filip Dinev. 2018 trat er beim Generations-Festival in Frauenfeld mit Maria Schneider und Donny McCaslin auf. 2022 gehörte er mit Tobias Frohnhöfer zum Trio von Richie Beirach.
Seit Januar 2024 ist Tilman Oberbeck künstlerischer Leiter der JazzHall der Hochschule für Musik und Theater Hamburg.

## Preise und Auszeichnungen
Mit dem Jan Prax Quartett gewann Oberbeck 2012 den Wettbewerb Future Sounds. Im selben Jahr erhielt er den ersten Preis mit dem Ensemble Night Soul bei First Flush, einem Preis für das innovativste Konzertkonzept. 2014 war er (mit dem Quartett von Prax) erster Preisträger beim Sparda Jazz Award und beim Czech Jazz Contest in Prag. 2015 errang er mit dem Andreas Feith Quartett den zweiten Platz beim Münchener Jazzpreis. 2025 wurde er mit dem Hamburger Jazzpreis ausgezeichnet.

## Diskographische Hinweise
- Jan Prax Keepin’ a Style Alive (Act 2015, mit Martin Sörös und Michael Mischl; auf der Auswahlliste für den Vierteljahrespreis der deutschen Schallplattenkritik)
- Meinberg/Meyer/Oberbeck feat. Chris Cheek The Hiker (Unit Records 2018)
- Jan Prax Quartett feat. Soweto Kinch und Bodek Janke Ascending (Challenge Records 2018)
- Jorge Rossy Introducing REBOP (Unit Records 2018, mit Sam Braysher, Linus Eppinger, Phelan Burgoyne)
- Samantha Wright: How About Now (2021, mit Sophia Oster und Wolff Reichert)
- Filip Dinev: Romann (2024, mit Jan Zeimetz)